# Final Space
Final Space es una serie animada para adultos estadounidense de ciencia ficción, emitida por la cadena de televisión TBS y Adult Swim. Fue creada por Olan Rogers y desarrollada junto a David Sacks, como showrunner. La serie relata las aventuras de un prisionero intergalactico, Gary Goodspeed, y su amigo alienígena, Mooncake, cuando intentan resolver el misterio del «Final Space».
El 10 de septiembre de 2021, se anunció que el programa se canceló después de tres temporadas debido a la propuesta de fusión de WarnerMedia y Discovery Inc. anunciada ese año.
En septiembre de 2022, Rogers declaró en Twitter que la serie se cancelaría por impuestos. La serie fue eliminada internacionalmente de Netflix el 16 de diciembre de 2023.

## Sinopsis
La historia relata las aventuras de un hombre llamado Gary Goodspeed, quien se enamora a primera vista de una capitana de la Guardia Infinito (guardian infinity)  llamada Quinn y causa graves estragos a la flota estelar de esta al intentar impresionarla. Como consecuencia Gary es sentenciado a 5 años de trabajos espaciales en una nave espacial llamada Galaxia uno, integrada con una inteligencia artificial llamada H.U.E. y acompañado de K.V.N. como compañero para evitar la locura por soledad y a quien Gary odia desde que lo conoció. Un jueves Gary veía la película conocida como “La princesa prometida” sobre un satélite que acababa de reparar, cuando se topó con su mascota y amigo Mooncake, una especie de extraterrestre ovalado de color verde de quien se encariña y decide que lo acompañe. Lo que no sabe Gary es que Mooncake es un "destruye-planetas" que es buscado por el Lord Comandante, una pequeña criatura con poderes telepáticos que esta obsesionado con el espécimen E-351 (Mooncake) ya que lo necesita para abrir una brecha hacia la dimensión llamada Final Space. En esta, no se sabe por qué, codiciada dimensión se encuentran monstruosas criaturas que siembran terror y pánico destruyendo todo lo que pueden encontrar y peleando entre ellos para obtener más territorio: los Titanes.

## Reparto
- Olan Rogers como Gary Goodspeed / Mooncake / Tribore[3]
- Fred Armisen como KVN[4]
- Tom Kenny como HUE[5]
- David Tennant como Lord Comandante[6]
- Tika Sumpter como Quinn Aragon
- Steven Yeun como Pequeño Cato, vendedor ambulante de carne, capitán de la Guardia Infinita, asistente auxiliar, galletas de la muerte, Sr. Graven, The Blade, oficial, alienígena agradecido, voces adicionales
- Coty Galloway como Avocato[7]
- Caleb McLaughlin como Young Gary
- Ron Perlman[8]
- John DiMaggio como Terk / voces Adicionales
- Gina Torres
- Shannon Purser
- Keith David
- Andy Richter
- Conan O'Brien como Clarence
- Xzibit
- Myriam Sirois
- Ashly Burch - Ash Graven
- Ron Funches - Fox
- Jane Lynch - AVA, Dartrichio, Sra. Graven, Novia
- Alan Tudyk - Hushfluffles / Todd H. Watson, Frostbears, Voces adicionales
- Claudia Black - Sheryl Goodspeed,
- Christopher Judge - Oreskis,
- Vanessa Marshall - Invictus, Helper Hula
- Tobias Conan Trost - Nightfall's Ship AI, Werthrent, Richard, Catoloupe, Henry, Voces adicionales

## Desarrollo
La idea para la serie surgió a mediados del 2010. Olan Rogers subió a su canal personal de Youtube el primer episodio de la serie. El proyecto se pausó luego de tres episodios y Rogers explicó posteriormente en Facebook que tanto él como el artista de la serie, Dan Brown, estaban ocupados trabajando en proyectos diferentes en ese momento, pero tenían la intención de continuar. El 30 de abril de 2013, Rogers confirmó que realizaría un reboot y produciría nuevamente la temporada completa de "Gary Space" para luego emitirla entera. Más de dos años más tarde, Rogers reveló que un nuevo corto del reboot para Space Gary estaba planeado para ser ofrecido a Cartoon Network y que si la negociacion fracasaba, el episodio se emitiría de todas maneras en el  "Buffer Festival" .
A principios de 2016, Rogers anunció que su proyecto había sido renombrado a Final Space y reveló screenshots del corto a través de un vlog en su canal de YouTube. El piloto para Final Space fue posteado en el canal de YouTube de Roger donde obtuvo más de 930k vistas. Pronto el vídeo ganó la atención de Conan O'Brien, quién entonces le invitó a Los Ángeles a ofrecer Final Space a TBS como una serie completa y luego se unió a la producción también como productor ejecutivo junto a Rogers y 3rd Rock from the Sun, el escritor y productor David Sacks. Otros miembros de la compañía de O'Brien: "Conaco" (David Kissinger, Larry Sullivan y Jeff Ross) y miembros de "New Form", quienes produjeron el corto piloto(Kathleen Grace, Melissa Schneider y Mate Hoklotubbe) se unieron también como productores ejecutivos. Para equilibrar la falta de experiencia de Roger en la industria, Conaco trajo a Sacks para también servir como showrunner para la serie. Después de dos semanas de trabajo con Sacos y Jake Sidwell (cocompositor de la serie junto a Shelby Merry) Rogers y Sacks entonces ofrecieron la serie a Comedy Central, TBS, Adult Swim, Fox, FX, Youtube, y Fullscreen; las seis compañías quisieron la serie y resultó en una guerra de ofertas entre los canales para adquirir la serie, en la que finalmente TBS salió victorioso.

## Promoción y lanzamiento
Respondiendo a una pregunta de Twitter, Olan Rogers reveló que Final Space sería exhibido por TBS en Cómic-Con de San Diego y VidCon en 2017.
Final Space tuvo su estreno en Reddit el 15 de febrero de 2018, seguido por un AMA (sesión de preguntas y respuestas) con Rogers. Esta fue la primera vez que una red de televisión tuvo su "premiere" en el sitio. TNT, canal hermano de TBS emitió un sneak peek del show, el 17 de febrero de 2018, después del NBA All-Star Weekend. del 2018 Después de su emisión en TBS, el piloto fue también emitido dos horas más tarde en otro de los canales hermanos de TBS: Cartoon Network, en su franja para adultos Adult Swim (el resto de la temporada fue emitido de manera similar). El 20 de febrero de 2018, los primeros dos episodios fueron lanzados en iTunes; el primero de forma gratuita, mientras que el segundo logró el #1 de ventas en la categoría de Animación. Poco más de un mes después de esto, la serie completa alcanzó el número #3 en esta misma categoría. Netflix posee los derechos de distribución del show a nivel internacional y estrenó el show el 20 de julio de 2018.
El 24 de febrero de 2018, tuvo lugar un evento en Nashville, Tennessee, en donde se emitieron los dos primeros episodios. Se vendieron completamente las entradas para cuatro de las cinco exposiciones.
Después de su paso por TNT, el 22 de junio de 2020 la serie regresa a Netflix con su segunda temporada.
Final Space está disponible en la aplicación de TBS, Adult Swim, Netflix y HBO Max.
El 20 de marzo de 2021 se estrenó la tercera temporada del show a través de Adult Swim en Estados Unidos. El 10 de agosto de mismo año también se estrenara en España a través de TNT.

## Futuro posible
Cuando le preguntaron en Twitter sobre el futuro de la serie, Olan Rogers declaró que tenía material para realizar cinco o seis temporadas ya pensado.
El 10 de septiembre de 2021, Rogers publicó un video en su cuenta de YouTube indicando que la tercera temporada sería la última temporada de Final Space. El 15 de junio de 2022, Olan Rogers, a través de Kickstarter, realizó una publicación a fin de recaudar fondos para la creación de un corto animado llamado: Godspeed, que estará basado en el universo de Final Space, aunque no contará con sus personajes ya que estos son propiedad de Adult Swim. La iniciativa fue exitosa, recaudando más de USD 300 000. La meta a romper es la de los USD 500 000. Con la contribución también se incluyen una serie de beneficios, pero se desconoce si será gratuito o de acceso exclusivo de los colaboradores. Rogers subirá una serie de videos a su canal de YouTube en la que explicará cómo realmente se puede realizar una serie independiente, además de todos los procesos que atraviesan.